# Sát nhân trong bóng tối
Sát nhân trong bóng tối (tựa gốc tiếng Anh: Don't Breathe, tạm dịch: Nín thở) là một bộ phim kinh dị giật gân thể loại chém giết năm 2016 của Mỹ do Fede Álvarez đạo diễn và cùng Rodo Sayagues đồng biên kịch. Với sự tham gia của Jane Levy, Dylan Minnette, Daniel Zovatto và Stephen Lang, bộ phim xoay quanh vụ đột nhập bất thành của ba người bạn vào nhà một ông lão mù.
Không giống như tác phẩm trước đó của mình là Evil Dead, Álvarez quyết định thực hiện một bộ phim với cốt truyện hoàn toàn mới, ít máu me hơn, kịch tính hơn và không phụ thuộc vào các yếu tố siêu nhiên ma quái – điều mà anh cảm thấy hiện nay đang bị lạm dụng. Dự án với cái tên ban đầu là A Man in the Dark được công bố vào đầu năm 2014, trong đó Álvarez giữ vai trò đạo diễn, Sayagues viết kịch bản, Sam Raimi và Robert Tapert đồng sản xuất và Levy đóng vai chính. Quá trình ghi hình cho bộ phim diễn ra chủ yếu tại Hungary từ ngày 29 tháng 6 năm 2015 đến tháng 7 năm 2015.
Sát nhân trong bóng tối công chiếu lần đầu tại liên hoan phim South by Southwest vào ngày 12 tháng 3 năm 2016 và được Screen Gems phát hành tới các rạp chiếu trên toàn nước Mỹ vào ngày 26 tháng 8 năm 2016. Bộ phim thành công cả về mặt doanh thu và chuyên môn khi mang về hơn 157 triệu USD so với kinh phí 9,9 triệu USD và nhận được các đánh giá đa phần là tích cực từ giới phê bình. Phần tiếp theo của tác phẩm dự kiến phát hành vào ngày 13 tháng 8 năm 2021.

## Nội dung
Rocky, Alex và Money là ba người bạn ở Detroit sống bằng việc đột nhập và bán đồ ăn trộm từ các căn nhà được bảo mật bởi công ty an ninh của bố Alex. Rocky mong muốn cùng em gái chuyển đến California để thoát khỏi người mẹ bạo hành và gã người tình nghiện rượu của bà. Kẻ tiêu thụ đồ ăn cắp của bộ ba thường trả giá thấp khiến họ không hài lòng. Tên này tiết lộ với Money rằng có một người đàn ông sống ở khu phố bỏ hoang giữ 300.000 USD tiền mặt trong nhà. Đây được cho là tiền bồi thường sau khi con gái ông thiệt mạng trong một vụ tai nạn giao thông do cô tiểu thư nhà giàu Cindy Roberts gây ra. Cả ba theo dõi ngôi nhà và khám phá ra rằng người đàn ông, cựu chiến binh Chiến tranh vùng Vịnh Norman Nordstrom, bị mù.
Đêm ấy, bộ ba tiếp cận ngôi nhà, gây mê con chó rottweiler dữ dằn của Nordstrom rồi tìm đường vào. Money lên lầu và đặt một bình khí gây mê trong phòng ngủ của Nordstrom. Dưới lầu có một cánh cửa khóa, Money cho rằng đó là nơi giấu tiền và rút súng bắn ổ khóa. Với kỹ năng của một cựu chiến binh, Nordstrom không bị trúng thuốc mê mà sau đó khống chế được Money. Nghe Money khẳng định rằng anh ta vào đây một mình, Nordstrom bắn chết anh. Vì trốn trong tủ quần áo nên Rocky tình cờ nhìn thấy Nordstrom bấm mật mã của chiếc két sắt ẩn để kiểm tra số tiền. Sau khi ông già đi ra, cô mở két và lấy tiền. Nordstrom tìm thấy đôi giày của Rocky và nhận ra Money không phải là kẻ đột nhập duy nhất.
Rocky và Alex cố tránh Nordstrom, chạy xuống tầng hầm tìm lối thoát thì bắt gặp một cô gái bị còng tay, bịt miệng, cho thấy mình là Cindy Roberts. Ba người vừa mở cửa hầm bão thì Nordstrom nổ súng, vô tình giết chết Cindy. Ông già khóc lóc đầy đau đớn trước cái xác và gào lên "con của ta". Nordstrom tắt đèn khiến Rocky và Alex phải mò mẫm bóng tối. Alex hạ gục ông già và hai người chạy thoát lên nhà trên.
Sau khi chặn cửa tầng hầm và đang cố mở cửa chính thì họ bị con chó đã tỉnh lại truy đuổi. Họ chạy vào phòng ngủ trên tầng và mắc kẹt vì các cửa sổ đều có song chắn. Rocky thoát khỏi căn phòng qua ống thông gió, còn Alex bị con chó tấn công. Anh ngã từ cửa sổ xuống một ô cửa giếng trời và ngất xỉu. Khi Alex đang gượng dậy, Nordstrom bắn một phát súng ra ngoài cửa sổ làm Alex ngã xuống dưới, ông già dồn anh vào căn phòng đựng vật dụng và đâm anh bằng một cái kéo làm vườn lớn. Con chó đuổi theo Rocky qua lỗ thông hơi và sau đó cô bị Nordstrom bắt giữ.
Dưới tầng hầm, Rocky thức dậy trong tình trạng bị trói. Nordstrom nói rằng Cindy đang mang thai đứa con khác cho ông ta, giờ cô đã chết nên Rocky phải chịu trách nhiệm, nhưng cũng hứa sẽ thả cô đi sau khi sinh con. Đang chuẩn bị thụ tinh nhân tạo cho Rocky bằng một ống bơm thì Nordstrom bị Alex đánh – anh sống sót vì Nordstrom đâm nhầm vào xác Money. Sau khi còng tay Nordstrom, Alex và Rocky chạy lên nhà trên.
Họ đang cố thoát qua cửa trước thì Nordstrom thoát ra và bắn chết Alex. Rocky bỏ chạy khi con chó đuổi theo cô, cố nhốt nó vào cốp xe hơi của mình nhưng bị Nordstrom bắt lại về nhà. Rocky kích hoạt hệ thống báo động làm Nordstrom choáng váng, lấy xà beng đánh liên tục vào đầu ông ta và đẩy xuống tầng hầm. Cô chạy khỏi ngôi nhà trước khi cảnh sát đến.
Ở nhà ga đi Los Angeles, Rocky xem một bản tin về vụ việc. Nordstrom, người đang điều trị trong bệnh viện, được kết luận là đã giết hai kẻ đột nhập (Alex và Money) để tự vệ. Ông già không khai ra Rocky hay số tiền bị mất. Rocky cùng em gái lên tàu và rời đi.

## Diễn viên
- Jane Levy vai Rocky
- Dylan Minnette vai Alex
- Daniel Zovatto vai Money
- Stephen Lang vai Ông già mù Norman Nordstrom
- Franciska Törőcsik vai Cindy Roberts
- Emma Bercovici vai Diddy